# Dechloromonas aromatica
Genre
Dechloromonas aromatica est une bactérie anaérobie facultatif à Gram négatif qui a été isolée des sédiments du Potomac sur la côte médio-Atlantique des États-Unis et que l'on retrouve dans le sol. Elle appartient au genre Dechloromonas, du phylum des Proteobacteria. Dechloromonas aromatica possède la capacité de dégrader le benzène en conditions anaérobies, ainsi que de réduire le perchlorate et d'oxyder le chlorobenzoate, le toluène et le xylène.

## Étymologie
Le nom de genre Dechloromonas a plusieurs origines (grec, latin et néolatin) et signifie dans son ensemble "organisme unicellulaire déchlorant". Le nom de l'espèce aromatica fait référence à sa capacité à réduire des composés aromatiques tels que ceux cités plus haut.

## Description et métabolisme
Dechloromonas aromatica apparaît au microscope sous la forme de bâtonnets. Elle est organisée en général en cellules individuelles ou en chaînettes coloniales, et ne produit pas de spores. Elle peut former des flagelles et possède ainsi une certaine motilité. Elle a un optimum de température de croissance de 30 °C et de salinité de 0%. 
Elle possède un intérêt particulier pour les chercheurs de par sa capacité à oxyder le benzène en absence d'oxygène. Le benzène est un hydrocarbure hautement soluble, mobile et toxique que l'on trouve dans le sol et les eaux de surface, ce qui en fait un polluant très difficile à éliminer. On l'utilise dans plusieurs processus de fabrication et il constitue aussi un composant primaire des carburants issus du pétrole, et la contamination qu'il cause soulève des problèmes dans le monde entier. Généralement, le benzène est peu biodégradé en l'absence d'oxygène, ce qui rend D. aromatica particulièrement intéressante pour l'utiliser en bioremédiation. La voie métabolique de dégradation du benzène est encore mal connue et les études menées jusqu'ici suggèrent qu'elle possède à la fois une voie aérobie basée sur la dioxygénase et une voie anaérobie encore mal caractérisée. La recherche a montré qu'elle a besoin d'une étape d'hydroxylation et d'une étape de carboxylation, et produit du benzoate et du phénol comme intermédiaires. Elle est également capable d'oxyder le fer(II) et l'AHDS, un composé humique réduit.
La souche RCB est également capable de réduire le perchlorate, un autre danger environnemental produit naturellement ainsi qu'industriellement au cours de la formation de chlorure. Enfin, cette bactérie est le premier organisme connu à effectuer de la chimiotaxie vers le perchlorate, ce qui signifie qu'elle dirige ses mouvements vers les zones à fortes concentrations en perchlorate,.

## Génome
Dechloromonas aromatica possède un seul chromosome circulaire d'ADN d'une longueur de 4 501 104 pb ; on y retrouve 4 250 gènes codant 4 171 protéines (prédites) et 79 ARN. Le génome possède un taux de GC d'environ 59,2% et 64% des séquences ont été assignées à un rôle.

## Écologie et pathologie
Actuellement, le rôle de Dechloromonas aromatica dans l'environnement reste encore mal connu. Néanmoins, elle a probablement une contribution significative à la décontamination de l'environnement de par sa capacité unique dans le monde microbien à biodégrader le benzène, le perchlorate et autres composés similaires mentionnés plus haut.  
On ne connaît pas de virulence ou de pathologie causée par, ou liée à cette bactérie. 

## Applications en biotechnologies
Dechloromonas aromatica est étudiée pour sa capacité à biodégrader les composés mentionnés plus haut qui peuvent causer une grande variété de problèmes sur la santé humaine ainsi que sur d'autres organismes. Leur unique capacité à faire cette biodégradation en l'absence d'oxygène peut les rendre extrêmement utiles lorsqu'on les déploie dans des zones où le sol ou les eaux souterraines sont contaminées et sur lesquelles on teste des projets de bioremédiation. Les chercheurs ont découvert qu'elle produit une diooxygénase permettant l'oxydation aérobie du benzène, mais la voie métabolique anaérobie est encore mal connue,. Dans l'expérience de Coates et ses collaborateurs, on a inoculé Dechloromonas aromatica dans un sol contenant du benzène radioactif et le benzène a été vite oxydé en CO2.